# Cerapterocerus phragmitis
Cerapterocerus phragmitis är en stekelart som beskrevs av Gordh och Trjapitzin 1981. Cerapterocerus phragmitis ingår i släktet Cerapterocerus och familjen sköldlussteklar. Inga underarter finns listade i Catalogue of Life.